# 興雲院
興雲院（？—1612年），織田信長的側室，一般稱為阿鍋之方，是近江國土豪高畑源十郎之女。起初嫁給小倉實澄為妻，生下甚五郎與松千代兩個兒子。丈夫死後又改嫁給信長當側室，生下信吉，信高與於振等二男一女。
信長有許多側室，但是妻妾當中留存資料最確實的，也就僅有這位阿鍋而已。相傳阿鍋是位有才氣又賢惠，因為夫家與娘家在信長進攻近江時都被滅掉，丈夫戰死，只好帶著兩個兒子逃跑。後來成為信長的側室，不但娘家殘存的親人得到照顧，信長也允諾將小倉家的舊領歸還給阿鍋與前夫生的兩個兒子。但是本能寺之變時，在信長身旁擔任小姓的松千代戰死；而甚五郎後來雖得到豐臣秀吉封為加賀松任城主，卻因精神不穩定，也很早就死去了。
本能寺之變以後的阿鍋，在1583年時得到秀吉賞賜一百八十二石的化粧領地，第二年加增到四百石。信吉也都有得到秀吉的封地，後來她依附信吉一起生活。然而在1600年的關原之戰，兩個兒子都屬於西軍，戰敗後領地都被削除。原先住在京都，後來在淀殿的庇護下，依附她並領取五十石的俸祿維生。由於阿鍋的文學造詣很好，因此曾經在公家白川雅朝的夫人引薦下，幫山科言繼抄寫平家物語。
阿鍋於1612年過世，葬在京都的大德寺總見院，法名興雲院殿月鄰宗心大姊。

## 登場作品
影視劇
- 信長KING OF ZIPANGU（1992年、NHK大河劇、演：若村麻由美）
- 織田信長（日语：織田信長 (1994年のテレビドラマ)）（1994年、東京電視台、演：森崎惠）
- 秀吉（1996年、NHK大河劇、演：櫻井公美）
- 信長之棺（2006年、朝日電視台、演：吉本多香美）